# Oranienbaum-Wörlitz

Oranienbaum-Wörlitz este un oraș în districtul Wittenberg, landul Saxonia-Anhalt, Germania.